# Mecicobothriidae
Los mecicobótridos o tarántulas enanas (Mecicobothriidae) son una familia de arañas del suborden Mygalomorphae.

## Descripción
Las tarántulas enanas, como su nombre indica, poseen un aspecto similar a otras especies de tarántula, pero tienen un tamaño menor. Muchas especies tienen menos de un 1cm de longitud, y las más grandes de la familia raramente superan lo 2cm. Las arañas, parecidas a las Mygalomorphae, tienen colmillos apuntando hacia abajo y largas espinas.

## Taxonomía
Actualmente hay solo 4 géneros y 9 especies reconocidas en esta familia. Estas son:

### GéneroHexuraSimon, 1884
- Hexura picea Simon, 1884 — Estados Unidos
- Hexura rothi Gertsch & Platnick, 1979 — Estados Unidos

### GéneroHexurellaGertsch & Platnick, 1979
- Hexurella apachea Gertsch & Platnick, 1979 — Estados Unidos
- Hexurella encina Gertsch & Platnick, 1979 — México
- Hexurella pinea Gertsch & Platnick, 1979 — Estados Unidos
- Hexurella rupicola Gertsch & Platnick, 1979 — Estados Unidos

### GéneroMecicobothriumHolmberg, 1882
- Mecicobothrium baccai Lucas et al., 2006 — Brasil
- Mecicobothrium thorelli Holmberg, 1882 — Argentina, Uruguay

### GéneroMegahexuraKaston, 1972
- Megahexura fulva (Chamberlin, 1919) — Estados Unidos